# Tadeusz Rutowski
Tadeusz Rutowski (2. prosince 1853 Tarnów – 30. března 1918 Krechiv) byl rakouský novinář, statistik a politik polské národnosti z Haliče, na konci 19. století poslanec Říšské rady.

## Biografie

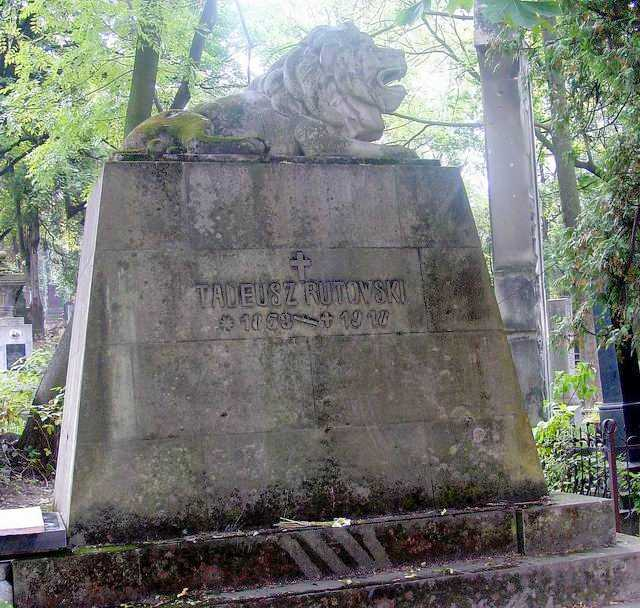
Hrob Tadeusze Rutowského.

Jeho otcem byl advokát a politik Klemens Rutowski. Tadeusz vystudoval práva na Bonnské univerzitě a Vídeňské univerzitě (1871–1872). Od roku 1880 byl členem redakce krakovského listu Nowa Reforma, ve kterém se zaměřoval na hospodářský rozvoj Haliče, zejména cukrovarnictví. V letech 1886–1897 redigoval též ročenku Rocznik Statystyki Galicyi. Podílel se na zřízení zemského statistického výboru Haliče. V letech 1890–1894 vydával měsíčník Ekonomista Polski. Byl aktivní i politicky. V letech 1889–1908 zasedal coby poslanec Haličského zemského sněmu. Na sněmu se zaměřoval na otázky ekonomického rozvoje, daňového systému a školství.
V 80. letech 19. století se zapojil i do celostátní politiky. V doplňovacích volbách roku 1888 získal mandát na Říšské radě za kurii městskou, obvod Tarnow, Bochnia atd. Nastoupil 25. ledna 1888 místo Ryszarda Zawadzkého. Mandát obhájil za týž obvod i v řádných volbách do Říšské rady roku 1891 a volbách do Říšské rady roku 1897. Profesně byl k roku 1897 uváděn jako vedoucí živnostensko-statistického zemského úřadu ve Lvově.
V parlamentu zastupoval širší parlamentní frakci Polský klub a v jejím rámci Demokratický klub. Patřil mezi významné politiky liberální Polské demokratické strany.
Byl aktivní v podpoře města Lvova. V roce 1894 zde založil Demokratickou společnost. V letech 1905–1915 byl prvním náměstkem starosty Lvova a potom od roku 1917 byl starostou města.